# Tyson Barrie
Tyson Barrie (* 26. Juli 1991 in Victoria, British Columbia) ist ein kanadischer Eishockeyspieler, der seit Oktober 2024 bei den Calgary Flames aus der National Hockey League unter Vertrag steht. Zuvor war der Verteidiger acht Jahre in der Organisation der Colorado Avalanche aktiv, spielte je eine Saison für die Toronto Maple Leafs und Nashville Predators und lief etwa zweieinhalb Jahre für die Edmonton Oilers auf. Mit der kanadischen Nationalmannschaft gewann er die Goldmedaille bei der Weltmeisterschaft 2015. Sein Vater Len war ebenfalls professioneller Eishockeyspieler und absolvierte sieben Spielzeiten in der NHL.

## Karriere

### Jugend
Tyson Barrie kam beginnend ab der Saison 2007/08 regelmäßig in der Western Hockey League für die Kelowna Rockets zum Einsatz, nachdem er zuvor in der Spielzeit 2006/07 vorwiegend für die Juan de Fuca Grizzlies in einer unterklassigen Juniorenliga in British Columbia auf dem Eis gestanden hatte. In der WHL-Saison 2008/09 erreichten die Rockets in der Vorrunde den dritten Platz der Western Conference und qualifizierten sich dadurch für die Play-offs. Dort besiegten sie nacheinander die Kamloops Blazers, die Tri-City Americans sowie die Vancouver Giants und standen somit im Finale der Western Hockey League. Die Kelowna Rockets bezwangen die Calgary Hitmen in der Best-of-Seven-Serie mit 4:2-Partien und erspielten sich dadurch eine Teilnahme am Memorial Cup. Bei diesem Turnier konnte sich das Team bis ins Finale spielen, dort unterlagen sie den Windsor Spitfires aus der Ontario Hockey League.
Beim NHL Entry Draft 2009 wurde der Verteidiger in der dritten Runde an insgesamt 64. Position von der Colorado Avalanche ausgewählt. Der Spieler verbrachte jedoch noch zwei weitere Spielzeiten in der WHL und wurde im Anschluss an die Saison 2009/10 mit der Bill Hunter Memorial Trophy als bester Abwehrspieler der Liga ausgezeichnet. In seiner letzten Juniorensaison 2010/11 wurde er zum Mannschaftskapitän der Rockets ernannt. Die Kelowna Rockets erreichten erneut die Play-offs, wo sie im Western Conference Halbfinale den Portland Winterhawks unterlagen. Am 25. März 2011 unterschrieb Tyson Barrie einen Einstiegsvertrag mit der Colorado Avalanche.

### NHL
Die Spielzeit 2011/12 begann Barrie bei Colorados Farmteam Lake Erie Monsters in der American Hockey League (AHL). Der Defensivakteur etablierte sich in seiner Rookiesaison in der AHL wichtiges Mitglied in Lake Eries Abwehr und als einer der besten Verteidiger der AHL. Am 4. Februar 2012 wurde Barrie in den Kader der Colorado Avalanche berufen. Zu diesem Zeitpunkt war der Verteidiger bester Scorer der Monsters. Am 7. Februar 2012 absolvierte Tyson Barrie bei einer Partie der Avalanche gegen die Chicago Blackhawks sein erstes Spiel in der National Hockey League. Insgesamt kam er in der Saison 2011/12 auf zehn NHL-Einsätze. Nachdem sich die Colorado Avalanche nicht für die Play-offs qualifizieren konnte, wurde Barrie zurück zu den Lake Erie Monsters geschickt, wo er den kurzen Rest der Spielzeit absolvierte.
Die folgende Spielzeit begann er auf Grund des Lockouts vor Beginn der NHL-Saison 2012/13 bei den Monsters in der AHL. Nachdem die NHL ihren Spielbetrieb im Januar 2013 wieder aufnahm, rückte er in den Kader der Avalanche auf und absolvierte in der Folge 32 von 48 NHL-Partien, dabei gelangen ihm 13 Scorerpunkte. Sein erstes Tor in der National Hockey League erzielte er am 18. Februar 2013 gegen Torwart Chris Mason von den Nashville Predators. In der folgenden Zeit etablierte sich der Kanadier im Aufgebot der Avalanche, wobei er sich im Laufe der Jahre kontinuierlich verbesserte. Nach insgesamt acht Spielzeiten in der Organisation der Avalanche, davon sechs in der NHL, wurde er im Juli 2019 gemeinsam mit Alexander Kerfoot und einem Sechstrunden-Wahlrecht im NHL Entry Draft 2020 zu den Toronto Maple Leafs transferiert. Im Gegenzug wechselten Nazem Kadri, Calle Rosén und ein Drittrunden-Wahlrecht im selben Draft nach Denver zur Avalanche. Zudem übernahm die Avalanche weiterhin 50 Prozent von Barries Gehalt bis zum Ende der Saison 2019/20. Bei den Maple Leafs verzeichnete er 39 Punkte in 70 Partien, ehe sein auslaufender Vertrag nicht verlängert wurde, sodass er sich im Oktober 2020 als Free Agent den Edmonton Oilers anschloss. Dort steigerte er seine Offensivleistungen noch einmal deutlich, so wurde er mit 48 Punkten aus 56 Partien zum besten Scorer unter allen Abwehrspielern der Liga. Anschließend unterzeichnete er im Juli 2021 einen neuen Dreijahresvertrag bei den Oilers, der ihm ein durchschnittliches Jahresgehalt von 4,5 Millionen US-Dollar einbringen soll.
Diesen erfüllte er jedoch nicht in Edmonton, da er im Februar 2023 kurz vor der Trade Deadline samt Reid Schaefer, einem Erstrunden-Wahlrecht im NHL Entry Draft 2023 sowie einem Viertrunden-Wahlrecht im NHL Entry Draft 2024 an die Nashville Predators abgegeben wurde. Im Gegenzug erhielten die Oilers Mattias Ekholm und ein Sechstrunden-Wahlrecht im Draft 2024. Nach eineinhalb Jahren in Nashville wechselte er als Free Agent im Oktober 2024 im Rahmen eines Einjahresvertrages zu den Calgary Flames.
Aufgrund seiner für einen Verteidiger geringen Körpergröße und Gewicht ist er vom Spielertyp ein Offensiv-Verteidiger, der sich mehr im Angriff, als in der Verteidigung einbringt. Barrie ist für seine harten präzise Schüsse von der blauen Linie und für seine guten Torvorlagen bekannt.

### International
Tyson Barrie vertrat die kanadische U20-Nationalmannschaft erstmals bei einem internationalen Turnier bei der U20-Junioren-Weltmeisterschaft 2011. Die Kanadier gewannen bei diesem Turnier nach einer Finalniederlage gegen die russische Auswahl die Silbermedaille. Barrie absolvierte sieben Spiele und erzielte dabei ein Tor sowie zwei Torvorlagen.
Bei der Weltmeisterschaft 2015 gewann er mit der  kanadischen Nationalmannschaft die Goldmedaille; gefolgt von der Silbermedaille zwei Jahre später.

## Erfolge und Auszeichnungen
| - 2009 Teilnahme am CHL Top Prospects Game - 2009 Ed-Chynoweth-Cup-Gewinn mit den Kelowna Rockets - 2010 Bill Hunter Memorial Trophy | - 2010 WHL West First All-Star-Team - 2011 WHL West First All-Star-Team - 2012 Teilnahme am AHL All-Star Classic |

### International
- 2011 Silbermedaille bei der U20-Junioren-Weltmeisterschaft
- 2015 Goldmedaille bei der Weltmeisterschaft
- 2017 Silbermedaille bei der Weltmeisterschaft

## Karrierestatistik
Stand: Ende der Saison 2024/25

### International
Vertrat Kanada bei:
- World U-17 Hockey Challenge 2008
- U20-Junioren-Weltmeisterschaft 2011
- Weltmeisterschaft 2015
- Weltmeisterschaft 2017

(Legende zur Spielerstatistik: Sp oder GP = absolvierte Spiele; T oder G = erzielte Tore; V oder A = erzielte Assists; Pkt oder Pts = erzielte Scorerpunkte; SM oder PIM = erhaltene Strafminuten; +/− = Plus/Minus-Bilanz; PP = erzielte Überzahltore; SH = erzielte Unterzahltore; GW = erzielte Siegtore; 1 Play-downs/Relegation; Kursiv: Statistik nicht vollständig)